# 단산면
단산면(丹山面)은 대한민국 경상북도 영주시의 면이다. 넓이는 92.19km2이고, 인구는 2015년 말 기준으로 2,171명이다.

## 역사
- 조선시대 : 순흥부 단산면과 동원면에 속함
- 1914년 4월 1일 : 부군면 통폐합으로 영주군 단산면 설치
- 1980년 4월 1일 : 영주읍이 영주시로 승격되면서 영풍군 단산면이 됨
- 1995년 1월 1일 : 영주시와 영풍군의 통합으로 영주시 단산면으로 개칭

## 행정 구역
| 법정리 | 행정리                             | 비고                  |
| ------ | ---------------------------------- | --------------------- |
| 구구리 | 구구1리, 구구2리, 구구3리          |                       |
| 단곡리 | 단곡1리, 단곡2리, 단곡3리          |                       |
| 동원리 | 동원1리, 동원2리                   |                       |
| 마락리 | 마락리                             |                       |
| 병산리 | 병산1리, 병산2리, 병산3리          |                       |
| 사천리 | 사천1리, 사천2리                   |                       |
| 옥대리 | 옥대1리, 옥대2리, 옥대3리, 옥대4리 | 면행정복지센터 소재지 |
| 좌석리 | 좌석리                             |                       |

## 명칭 변경 논란
2012년 영주시의회가 단산면의 이름을 '소백산면'으로 바꾸는 내용의 조례를 통과시켰다. 단산(丹山)은 충청북도 단양군의 옛 이름이고 '붉은 산'이라는 이미지가 좋지 않았기 때문이다. 그렇지만 경상북도 영주시와 함께 소백산과 접하고 있는 충청북도 단양군에서 반발하였고 2016년 7월 22일 대법원이 "소백산은 인접한 지방 자치체와 주민이 함께 누려온 자산이며 특정 지역의 전유물이 될 수 없기 때문에 불가하다"고 최종 판결하였다.